# Nino Nipote
Nino Nipote, pseudonimo di Antonio Nipote (Napoli, 24 agosto 1925 – Napoli, 4 marzo 1997), è stato un cantante italiano.

## Biografia

### Il passato da pompiere
Ultimo di dieci figli, Nino Nipote (per l'anagrafe Antonio Nipote) nasce a Napoli il 24 agosto del 1925, nel Quartiere Vicaria.
Lavora come vigile del fuoco fino a quando, nel 1947, prende parte a L'ora del dilettante, un concorso di voci nuove dell'ENAL al Teatro Tarsia (l'attuale Roberto Bracco) dove canta in divisa. Il presidente della commissione, Vittorio Parisi, gli consiglia un periodo di studio con il maestro Nino Campanino. Dopo due anni di lezioni Nino supera una prima selezione alla radio, e dopo un'altra audizione passa dall'orchestra Campese all'orchestra Anepeta.

### Dalla Piedigrotta al Festival di Napoli
Nel 1950 comincia ad incidere i primi dischi per la casa discografica Cetra, con le orchestre dei maestri Avitabile, Anepeta e Vinci. L'anno seguente partecipa alla Piedigrottissima della Cetra, insieme ad altri cantanti, tra cui Aurelio Fierro ed Eva De Paoli. Sempre nel 1951, è nel cast dello spettacolo diretto da Luigi Vinci Rapsodia delle canzoni antiche con Gennaro Pasquariello, Aurelio Fierro e Pina Lamara. Nel 1952 partecipa all'Audizione Roma di Quintavalle e alla Piedigrotta Bideri.
Nel 1953 è nel programma Vetrina di Piedigrotta, assieme ad altri cantanti dell'orchestra diretta da Luigi Vinci e, nello stesso anno, prende parte alla rivista di Amedeo Greco Poesia e canzoni con Tina De Paolis, Agostino Salvietti, Aurelio Fierro e Alberto Amato.  Sempre nel 1953, si fa onore alla Piedigrotta Abici, interpretando Nisciuno di Antonio Vian. All'esecuzione è presente il comico Aldo Fabrizi, il quale si complimenta con lui e gli scrive una dedica su una fotografia. Nello stesso anno presenta alla Piedigrotta Pisano & Cioffi il motivo 'E nammurate 'e mo.
L'anno seguente, nel 1954, è nel cast del 2º Festival di Napoli dove, in prima serata, doppiato da Carla Boni esegue Ched'è l'ammore. La sera seguente presenta Canta cu me, in abbinamento con  Katyna Ranieri. Nonostante il gran successo riscosso, entrambi i brani non arrivano alla serata finale. Tuttavia, nello stesso anno trionfa alla Piedigrotta Acampora con le canzoni Vela sulitaria e Piazzetta azzurra. Sempre nel 1954, prende parte a una trasmissione di Invito alla canzone, allestita al Teatro Mediterraneo di Napoli, insieme ai cantanti dell'Orchestra napoletana di melodie e canzoni diretta da Luigi Vinci.
Nel 1955 alla Piedigrotta Bideri propone il motivo 'O 'nzisto e, nello stesso anno, diventa il mattatore della Festa della Canzone, sagra canora organizzata dall'Enal. Sempre nel 1955, partecipa al 1º Festival della Canzone Italiana e Napoletana organizzato dall'orchestra Anepeta, oltre che al 3º Festival Salernitano della Canzone e all'Ondina, sagra canora organizzata dal quotidiano Sport Sud.
L'anno successivo prende parte alla rivisa di Ettore De Mura Napol yes, accompagnato da Fausto Cigliano, Nunzio Gallo e altri. Nello stesso anno è nel cast del programma radiofonico Album di famiglia, dove si esibisce con l'orchestra Anepeta.

### Il passaggio alla "Vis Radio" e il V Festival di Napoli
Nel 1957 cambia etichetta discografica passando alla Vis Radio di Aldo Scoppa e partecipa al 5º Festival di Napoli con i brani Tutto me parla 'e te, che apre la prima serata della manifestazione, e, in seconda serata, Passiggiatella, ma entrambi i motivi non giungono sul podio, ciò nonostante Passiggiatella riporta un buon successo discografico. Nel contempo prende parte a numerosi programmi di varietà al Teatro Del Popolo con Tecla Scarano, Alberto Amato, Aldo Tarantino e altri. Sempre nel 1957, è tra i protagonisti del musical Audizioni delle canzoni di mezzo secolo, condotto da Mario Riva, Nino Taranto e Sylva Koscina.
Nel 1958 è nel cast del Trofeo Scala d'oro, nel quale si classifica quattordicesimo su venti concorrenti maschili, e l'anno seguente, prende parte alla sagra canora Settimana Motonautica, organizzata da Il Mattino, riscuotendo successo con l'interpretazione del motivo 'Mbraccio a te, brano tratto dal Festival della Canzone Napoletana dello stesso anno.

### La lunga tournée all'estero e il rientro in Italia
Inizia poi una serie di tournée in Svizzera, Inghilterra, America (dove si esibisce all'Accademia Musicale di Brooklyn) e Canada, ottenendo i più unanimi consensi. Nel 1959, nel Washington, capitale degli USA, prende parte alla rivista di Melo Cicala Napoli, Pagliette e Cha Cha Cha, presso il Cafritz Auditorium assieme agli artisti Franco Zappala, Attilio Barbato, Valeria Ruggeri, Pino Molino, Anna Coraggio e Tom Russino. Canta all'estero per l'ultima volta nel 1961, quando il suo contratto viene rinnovato da una città all'altra, per dieci mesi di seguito.
Rientrato in Italia, comincia un tour nei teatri di Calabria e Sicilia ed incide alcuni 45 giri con la casa discografica Harmony record, ma con modesti risultati. Si ritira dalla scena musicale nella prima metà degli anni sessanta per dedicarsi al bar-tabaccheria di famiglia, situato a Fuorigrotta.
Muore a Napoli il 4 marzo del 1997.
Nella sua carriera ha inciso circa trecento canzoni. Tra i suoi maggiori successi si ricordano: Nisciuno, 'A luciana, 'E spingule francese, Come pioveva, Passiggiatella.

## Discografia parziale

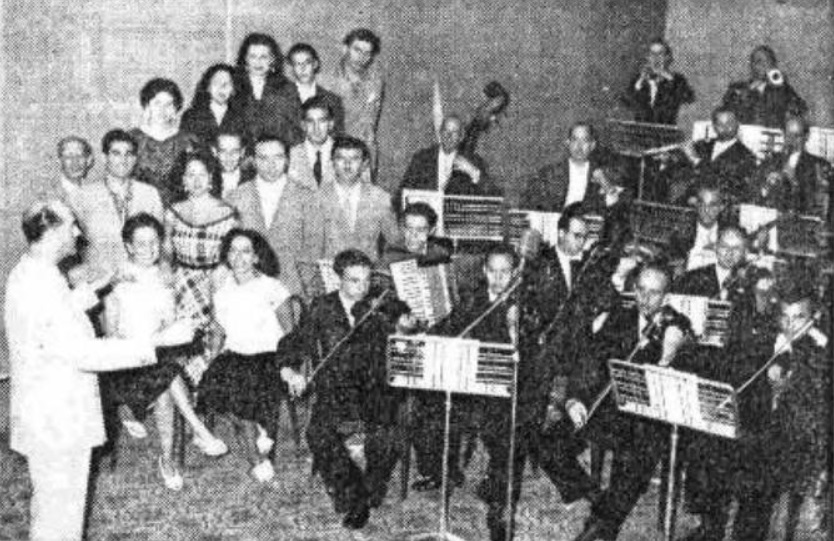
Il corpo dei cantanti e l'orchestra diretta da Luigi Vinci della Vetrina di Piedigrotta

### Singoli

#### 78 giri
- 1951 – 'A vocca 'e Cuncettina/Fenesta rosa (Cetra, DC 5369)
- 1951 – Femmena a mezzanotte/Pusilleco (Cetra, DC 5370)
- 1951 – Luna, lù!.../Chella busciarda!... (Cetra, DC 5371)
- 1951 – Ddoie lettere/Nemmeno 'e rrose (Cetra, DC 5372)
- 1951 – Fra Napule e Milano/Uocchie 'e brillante (Cetra, DC 5385)
- 1951 – Scurriato schiocca/Vulesse addeventà (Cetra, DC 5386)
- 1951 – Sole grigio/Luna, lù!... (Cetra, DC 5389)
- 1951 – Mezzanotte senza 'e stelle/Femmene, sciure e musica (Cetra, DC 5390; lato B canta Antonio Basurto)
- 1952 – Voca guagliò/'O princepe indiano (Cetra, DC 5574; lato B canta Pina Lamara)
- 1952 – Li funtanelle/Tuppe... ttu' (Cetra, DC 5575; lato B canta Pina Lamara)
- 1952 – 'A riggina d''e tarantelle/Sciummo (Cetra, DC 5576; lato A canta Pina Lamara)
- 1952 – Lassame sunnà/Maria è robba mia! (Cetra, DC 5577; lato A canta Pina Lamara)
- 1952 – 'A litoranea/Nustalgia (Cetra, DC 5578; lato A canta Antonio Basurto)
- 1952 – Margellina/Desiderio 'e sole (Cetra, DC 5583; lato B canta Domenico Attanasio)
- 1953 – Venite 'o chiatamone/Margarita e Mastru Ciccio (Cetra, DC 5805; lato B canta Maria Vittoria)
- 1953 – 'A luciana/Poveri rrose!... (Cetra, DC 5806)
- 1953 – Fenestella 'e Marechiaro/Guaglione 'e pianino (Cetra, DC 5807)
- 1953 – Sole gentile/Quanno se perde 'o bene (Cetra, DC 5809)
- 1953 – 'N coppa 'e Camaldule/Giuramento (Cetra, DC 5810)
- 1953 – Rosa Rusella/Sora mia!... (Cetra, DC 5811)
- 1953 – Nisciuno/'O scarpellino (Cetra, DC 5812)
- 1953 – Rosaspina/Torna dimane (Cetra, DC 5813)
- 1953 – Nun si 'na nnammurata/Giuramento (Cetra, DC 5835)
- 1953 – Chitarrella chitarrè'A luciana (Cetra, DC 5846)
- 1953 – Dannazione d'o core/Poveri rrose (Cetra, DC 5848; lato A canta Antonio Basurto)
- 1953 – Fuoco 'e ammore/'O vico d'e suspire (Cetra, DC 5889)
- 1954 – Fantasia 'e nnammurate/Tu puorte 'o stesso nomme (Cetra, DC 5948)
- 1954 – Ched'è l'ammore/Balcone chiuso (Cetra, DC 6019)
- 1954 – Canta cu' mme/Rota 'e fuoco e faccia 'e neve (Cetra, DC 6020; lato B canta Antonio Basurto)
- 1954 – Pulecenella/Tre rundinelle (Cetra, DC 6021; lato A canta Pina Lamara)
- 1954 – Serenata a muglierema/Sci..sci (Piazza dei Martiri) (Cetra, DC 6090; lato B canta Luciano Glori)
- 1954 – 'A ze' maesta/Paisiello (Cetra, DC 6091)
- 1954 – Scapricciatiello/'O Scarpariello (Cetra, DC 6092)
- 1954 – Embe 'Mberebe' 'Mbembe'/'O gallo e 'a gallina (Cetra, DC 6110)
- 1954 – 'O mare 'e Mergellina/Nuttata 'e sentimento (Cetra, DC 6125)
- 1954 – 'E spingole francese/Funtana all'ombra (Cetra, DC 6126)
- 1954 – 'E vetrine/Ciccillo e Vincenzella (Cetra, DC 6171)
- 1955 – 'E llampare/Geluso 'e te (Cetra, DC 6318; disco inciso con il Quintetto Partenopeo, lato A canta Tullio Pane)
- 1955 – Luna chiara/Curiosità (Cetra, DC 6319; disco inciso con il Quintetto Partenopeo)
- 1955 – 'O ritratto 'e Nanninella/Me songo 'nnammurato e te (Cetra, DC 6320; disco inciso con il Quintetto Partenopeo)
- 1955 – Luna janca/'A bonanema 'e ll'ammore (Cetra, DC 6323; disco inciso con il Quintetto Partenopeo, lato A canta Luciano Glori)
- 1955 – M'addormo e suonno a te/Zuccarella (Cetra, DC 6330; lato A canta Luciano Glori)
- 1955 – Nun voglio fa 'o sergente/Chitarre e manduline (Cetra, DC 6331)
- 1955 – Core bersagliere/Santarella (Cetra, DC 6333; lato A canta Luciano Glori)
- 1955 – Maruzzella/So' chiacchiere (Cetra, DC 6334; lato B canta Tullio Pane)
- 1955 – 'A dispettosa/'O 'nfinfero (Cetra, DC 6381)
- 1955 – 'O 'nzisto/Povera figliulella (Cetra, DC 6382)
- 1955 – Nnammuratella/Spatella argiento (Cetra, DC 6383)
- 1955 – Vienetenne 'a Positano/Bella campagnola (Cetra, DC 6384)
- 1955 – Chiagne pe' te nganna'/Si sempe 'a stessa (Cetra, DC 6388)
- 1956 – Napule nun more/Zampugnaro 'nnammurato (Cetra, DC 6497)
- 1956 – Lacreme napulitane/I te vurria vasà (Cetra, DC 6498)
- 1956 – Scetate/Guapparia (Cetra, DC 6499)
- 1956 – Come pioveva/Fili d'oro (Cetra, DC 6500)
- 1956 – Guaglione/Suspiranno 'na canzone (Vis Radio, Vi-5673)
- 1957 – Tu vuò fà l'americano/Serenatella sciuè sciuè (Vis Radio, Vi-5778)
- 1957 – Storta va diritta vene/Cantammola 'sta canzone! (Vis Radio, Vi-5853)
- 1957 – Passiggiatella/Serenatella 'e maggio (Vis Radio, Vi-5854)
- 1957 – Passiggiatella/Tutto me parla 'e te (Vis Radio, Vi-5857)
- 1957 – 'A sunnambula/Nanassa (Vis Radio, Vi-5960)
- 1957 – Ma che guaglione/Scugnezziello 'nnammurato (Vis Radio, Vi-5961)
- 1957 – Serenata a Carulina/Pazzagliona (Vis Radio, Vi-5962)

#### 45 giri
- 1957 – Storta va diritta vene/Cantammola 'sta canzone! (Vis Radio, ViMQN 36031)
- 1957 – Passiggiatella/? (Vis Radio, ViMQN 36032)
- 1957 – Tutto me parla 'e te/? (Vis Radio, ViMQN 36035)
- 1961 – Nisciuno/Che vuo' capì (Harmony record, HCN 0018)

### Compilation
- 1953 – Piedigrotta '53 (Cetra, LPA 5; con Antonio Basurto, Maria Vittoria)
- 1954 – 2º Festival della Canzone Napoletana (Cetra, LPA 13; con Pina Lamara, Tullio Pane)
- 1955 – Il golfo incantato (Cetra, LPA 39; con Delfina Basso, Luciano Glori, Tullio Pane)
- 1957 – V Festival della Canzone Napoletana (Vis radio, ViMT 24049)
- 1964 – Concerto per Napoli vol. 2 (Vis Radio, VIS LP 2066)
- 1971 – Festival Della Canzone Napoletana (1) (Seven Seas, SR-615~6)
- 2015 – Le canzoni dei ricordi, Vol. 29 (Canzoni e cantanti anni 1940 e 1950) (Archivi del Novecento)